# 原哲男
原 哲男（はら てつお、1934年〈昭和9年〉3月21日 - 2013年〈平成25年〉1月11日）は、日本のお笑い芸人、俳優。本名：柳原 哲也。吉本興業所属。

## 来歴・人物
熊本県熊本市上近見町に生まれる。九州学院高等学校卒業後、剣戟の「富士川昇一座」に入って、九州を巡業する。また「島陽之助一座」にも籍を置いた。
1953年、大阪に出て、「堀江洋子一座」に入る。その後、ストリップ劇場のコメディアンに転向して、新世界のジャンジャン横丁にあった「温泉劇場」などに出演していたが、生活に困窮し、堀江洋子一座で一緒で「島陽之助一座」にいたころからの旧知の島田洋之介に誘われ1963年、吉本興業に入社する。
以後、吉本新喜劇で活躍、1969年には座長に就任、『てなもんや三度笠』では、毎回CM時に藤田まこと、白木みのると掛け合いで登場し、レギュラー出演していた。新喜劇では四角い顔と黒い丸ぶち眼鏡、鼻ひげのイメージから「カバ」の愛称で親しまれ、「誰がカバやねん!」のギャグで知名度を上げた、これ以外のギャグでは「死なん程度に殺したる」などで笑いを誘った。
1983年に大阪市天王寺動物園のカバが出産した際、名前を一般公募したところ圧倒的多数で「テツオ」に決まったことはよく知られている。テツオは現在も天王寺動物園で健在である。
1990年に新喜劇を脱退。以降、『部長刑事』や『てなもんや三度笠』時代から親交があった藤田まことの作品などのドラマに出演し、幅広い活躍をした。その一方、新喜劇退団後も、朝日放送で毎週日曜日に放送されていた『日曜笑劇場』に、ゲストとして出演や地方公演での新喜劇出演などをした。
2013年1月11日、肝がんのため大阪府堺市の病院で死去。78歳没。

## 人物・エピソード
新喜劇の役柄では三枚目を演じていたが、実際には自らを二枚目だと思っており、動物に似ている芸能人というテレビ番組の企画で、カバに似ている芸能人としてオファーを受けた際には「あれは舞台での設定の話や。」と言って断るなど、プライベートではカバに似ているといわれるのを嫌悪していたという。

## 出演

### テレビ番組
- アフリカの夜（1999年、フジテレビ系） - 鶴亀屋社長
- ナニワ金融道5（フジテレビ系）
- 夫婦漫才（TBS系）
- 新・部長刑事アーバンポリス24（朝日放送）
- よしもと新喜劇（毎日放送）
- 日曜笑劇場（朝日放送）
- 夫婦旅日記 さらば浪人 第19話「ひょうたんから駒の物語」（1976年、フジテレビ系）
- 京都殺人案内（1982年、朝日放送）
- 必殺仕切人 第17話「もしも江戸で占いブームが起こったら」（1984年、朝日放送・松竹）
- 必殺仕事人V・激闘編 第7話「主水、正月もまたイジメられる」（1986年、朝日放送・松竹） - 佐吉 役
- 大岡越前 第9部 第25話「怨みを買った男」（1986年4月14日 TBS・C.A.L） - 三河屋 役
- 新春仕事人スペシャル 必殺忠臣蔵(1987年1月2日、朝日放送)  - うなぎ屋主人 役
- 剣客商売（フジテレビ系）
- 純ちゃんの応援歌 - 村山浩三 役
- いのち草（1990年、よみうりテレビ系）
- 鬼平犯科帳 第2シリーズ 第3話「白い粉」（1990年、フジテレビ系）
- 和宮様御留（1991年、テレビ朝日系） - 源太 役
- 新選組血風録（1998年、テレビ朝日系）
- 水戸黄門 （TBS・C.A.L）
  - 第28部 第17話「暴れん坊は紀州の若様 -京都-」（2000年7月10日）  - 居酒屋の親父 役
  - 第30部 第16話「浪花の恋の夢芝居 -大坂-」（2002年4月19日）- 喜兵衛
- はるちゃん6（2002年東海テレビCX系）
- 盤嶽の一生 第6話「流れ者」（2002年、フジテレビ）-客
- はぐれ刑事純情派 第16シリーズ 第22話「安浦刑事が殴った女」（2003年、テレビ朝日 / 東映） - 園山二郎 役[4]

### ラジオ番組
- FMシアター「夫婦うどん」（2002年11月30日、NHK-FM、NHK大阪放送局制作）

### CM
- 前田製菓 - 『てなもんや三度笠』番組内のCM（白木みのると共演したものもある）。
- オリバーソース 「オリバーMILDとんかつソース」- 『そーすか（「ソース」と「そうですか」を掛けた駄洒落）』の決め台詞でも有名。
- 武田薬品工業 - アーノルド・シュワルツェネッガーとアリナミンVのCMで共演したことがある。

### 映画
- ゴー!ゴー!若大将（1967年、東宝） - ダンプカー運転手 役
- あゝ独身（チョンガー）（1970年、大映） - 高崎 役
- 野獣刑事（1982年、東映） - ノーパン喫茶マネージャー 役
- 陽暉楼（1983年、東映） - 朝日館亭主
- 難波金融伝ミナミの帝王10「堕ちる女」（1998年、ケイエスエス） - 嶋村工務店社長 役
- 難波金融伝ミナミの帝王劇場版2「銀次郎vs整理屋」(1994年、ケイエスエス - 角谷鉄工所社長役